# Frans Francken (I)
Frans Francken (I) (de Oudere) (Herentals, ca. 1542 - Antwerpen 1616) was een Vlaamse schilder die werkte tijdens de overgang van het Romanisme naar de Barok in de Vlaamse schilderkunst. Hij was een van de belangrijkste schilders in Antwerpen tijdens de Contrareformatie. Hij is vooral bekend om zijn grote altaarstukken en allegorische schilderijen. Hij behoorde tot de Franckendynastie van schilders die in de 17e eeuw een belangrijke rol speelden in de Antwerpse kunstwereld
Hij wordt hier Frans Francken (I) of de Oudere genoemd om hem te onderscheiden van zijn derde zoon Frans Francken (II), en diens zoon Frans Francken (III), die beiden eveneens schilders waren. Ook zijn zoon Hiëronymus Francken (II) en zijn broers Hiëronymus (I) en Ambrosius Francken (I) waren lid van deze schildersfamilie.

## Leven
Francken werd geboren in Herentals als de tweede zoon van Nicolaas Francken, een onbekende schilder uit Herentals. Zijn vader vestigde zich later in Antwerpen en was waarschijnlijk zijn eerste leraar. Hij werd meester in de Antwerpse Sint-Lucasgilde in 1567 en was deken in 1587. Zijn jongere broers Hieronymus Francken I en Ambrosius Francken werden ook succesvolle schilders. De vroege biograaf Karel van Mander schrijft dat Frans Francken de Oudere een leerling was van de toonaangevende Antwerpse maniëristische schilder Frans Floris.

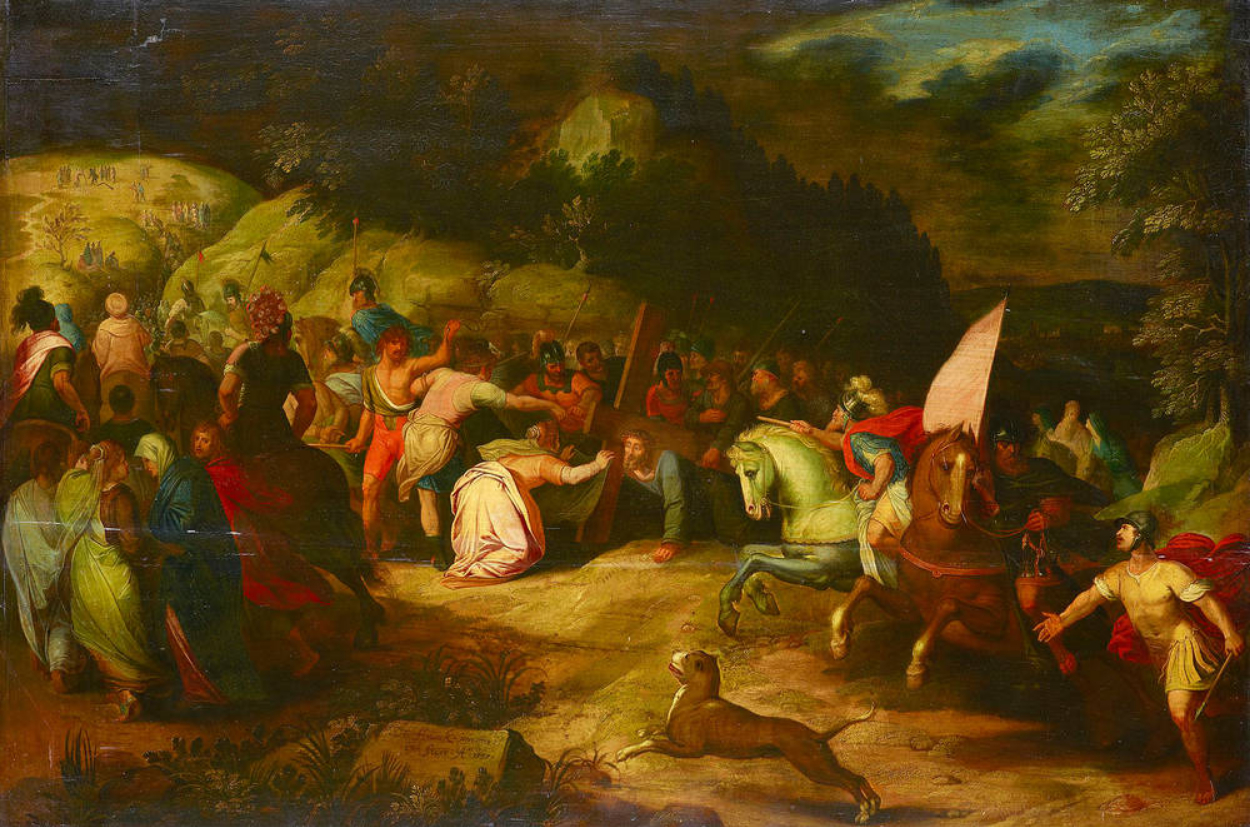
Christus valt onder het kruis

Frans Francken trouwde met Elisabeth Mertens. Op het moment van zijn dood in 1616 waren van zijn kinderen nog in leven: Thomas, Frans, Hieronymus, Ambrosius II, wiens leermeester hij was, Magdalena en Elisabeth.

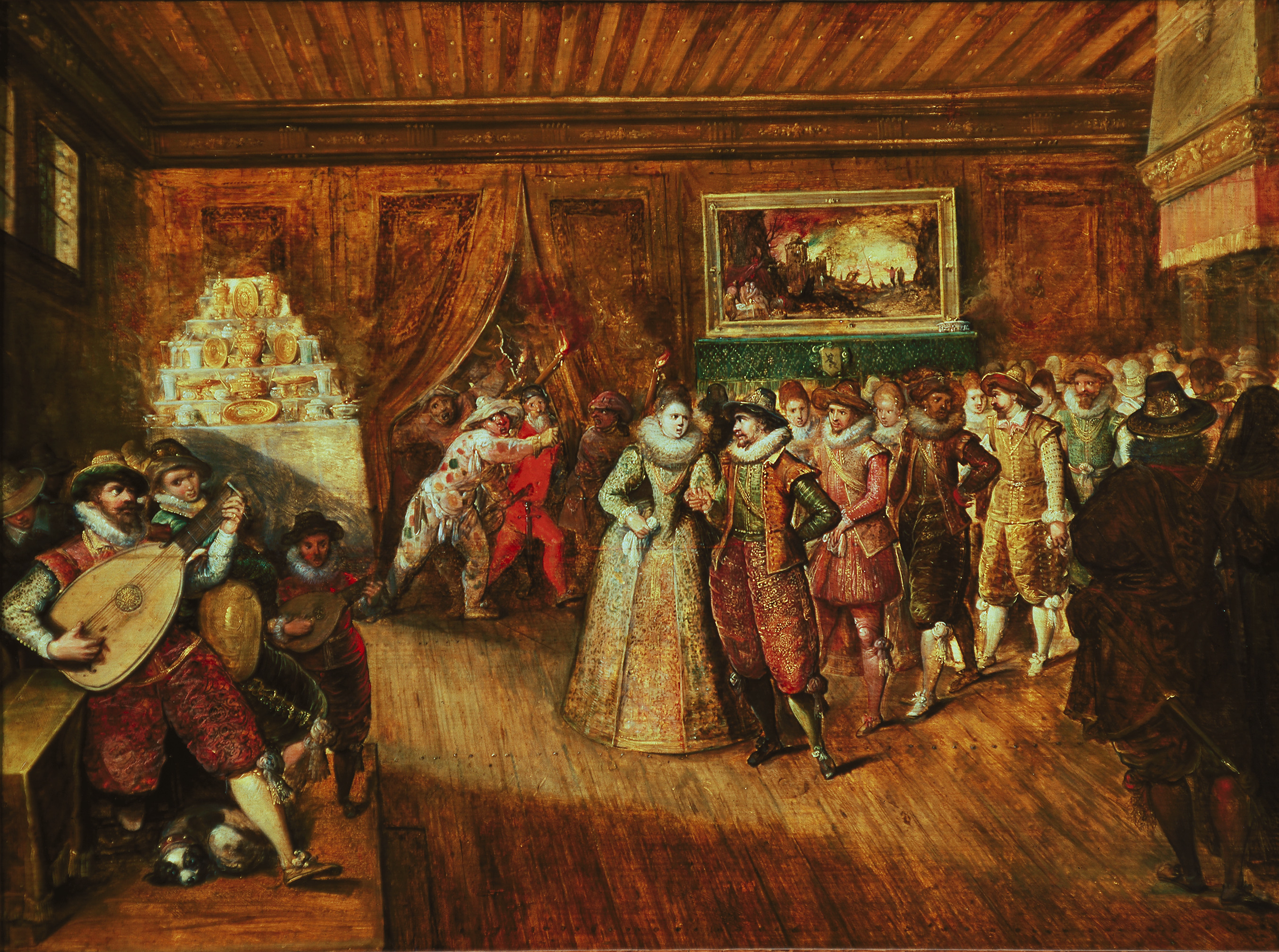
Huwelijksdans

Leerlingen van zijn zoon Frans waren onder anderen: Gortzius Geldorp, Herman van der Mast en Jan de Wael.

## Werk
Frans Francken de Oudere maakte vooral altaarstukken, aangezien daarnaar een grote vraag was als gevolg van de beeldenstorm van de calvinisten. Zijn meesterwerk is een drieluik getiteld Christus onder de schriftgeleerden, dat werd gemaakt voor het gildealtaar van de schoolmeesters en de zeepzieders in de kathedraal van Antwerpen in 1587. De figuren zijn vrij houterig in de late maniëristische stijl. De hoofden daarentegen tonen de vaardigheid van de kunstenaar voor portretten. Frans Francken de Oudere was ook een portretschilder; enkele hofportretten worden aan hem toegeschreven.

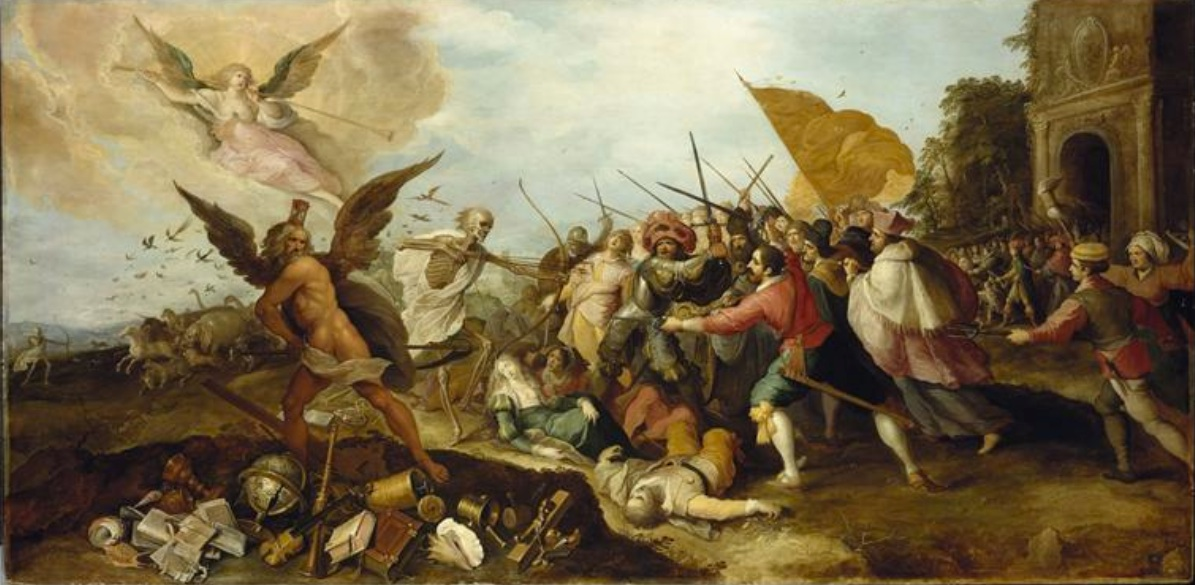
De strijd van de Tijd tegen de Dood

Zijn vroegste schilderijen waren in de stijl van Frans Floris, maar na 1600 ontwikkelde hij zijn eigen stijl, met classicistische kenmerken, vergelijkbaar met het werk van Otto van Veen.
Frans Francken de Oudere schilderde kleinschalige kabinetportretten, een genre waarin zijn zoons Frans en Hieronymus zouden uitblinken. Hij werd verder bekend om zijn allegorische schilderijen, een traditie die zijn zoon Frans zou voortzetten. Een voorbeeld van een allegorisch schilderij is de De strijd van de Tijd tegen de Dood in de Bayerische Staatsgemäldesammlungen.

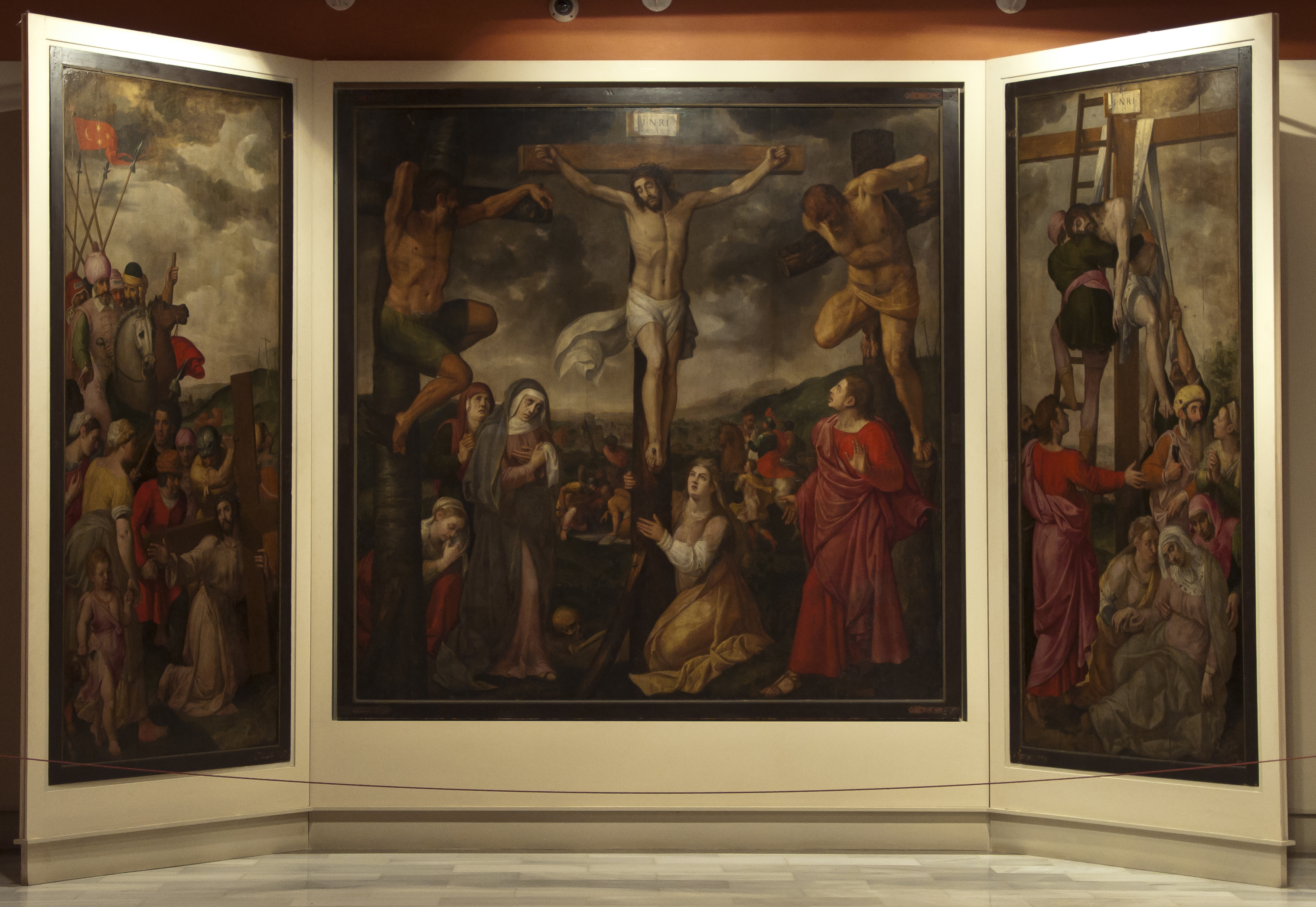
Triptiek van de Calvarie (1585)

In de Sint-Pauluskerk (Antwerpen) hangt een doek "De zeven werken van Barmhartigheid" van 12,5 m² geschilderd door Frans Francken de Oudere rond 1590.
In de sacristie van de Sint-Joriskerk (Antwerpen) bevindt zich van Frans Francken de Oudere het drieluik 'Laat de kinderen tot mij komen'.
Panelen van hem worden bewaard in de kathedraal van Antwerpen, het Koninklijk Museum voor Schone Kunsten te Antwerpen, Sint-Waldetrudiskerk van Herentals, het Bonnefantenmuseum te Maastricht, het Musée des Beaux-Arts van Besançon en het Musée des Beaux-Arts van Nancy. Het schilderij Triptiek van de Calvarie wordt bewaard in het Museo de Bellas Artes te Sevilla. Oorspronkelijk hing het schilderij in een plaatselijk hospitaal.

## Stamboom van de familie Francken
| Nicolaes Francken 1515–1596           |                                       |                                       |                                       |                                       |                                       |  |  |                              |                              |                              |                              |                              |                              |  |  |                                  |                                  |                                  |                                  |                                  |                                  |  |  |                              |                              |                              |                              |                              |                              |  |  |                                      |                                      |                                      |                                      |                                      |                                      |  |  |                                  |                                  |                                  |                                  |                                  |                                  |  |  |                            |                            |                            |                            |                            |                            |  |  |  |  |  |  |  |  |  |  |  |  |  |  |  |  |  |  |  |  |  |  |  |  |  |  |  |  |  |  |  |  |  |  |  |  |  |  |
|                                       |                                       |                                       |                                       |                                       |                                       |  |  |                              |                              |                              |                              |                              |                              |  |  |                                  |                                  |                                  |                                  |                                  |                                  |  |  |                              |                              |                              |                              |                              |                              |  |  |                                      |                                      |                                      |                                      |                                      |                                      |  |  |                                  |                                  |                                  |                                  |                                  |                                  |  |  |                            |                            |                            |                            |                            |                            |  |  |  |  |  |  |  |  |  |  |  |  |  |  |  |  |  |  |  |  |  |  |  |  |  |  |  |  |  |  |  |  |  |  |  |  |  |  |
|                                       |                                       |                                       |                                       |                                       |                                       |  |  |                              |                              |                              |                              |                              |                              |  |  |                                  |                                  |                                  |                                  |                                  |                                  |  |  |                              |                              |                              |                              |                              |                              |  |  |                                      |                                      |                                      |                                      |                                      |                                      |  |  |                                  |                                  |                                  |                                  |                                  |                                  |  |  |                            |                            |                            |                            |                            |                            |  |  |  |  |  |  |  |  |  |  |  |  |  |  |  |  |  |  |  |  |  |  |  |  |  |  |  |  |  |  |  |  |  |  |  |  |  |  |
| Hieronymus Francken I circa 1540–1610 | Hieronymus Francken I circa 1540–1610 | Hieronymus Francken I circa 1540–1610 | Hieronymus Francken I circa 1540–1610 | Hieronymus Francken I circa 1540–1610 | Hieronymus Francken I circa 1540–1610 |  |  | Frans Francken I 1542–1616   | Frans Francken I 1542–1616   | Frans Francken I 1542–1616   | Frans Francken I 1542–1616   | Frans Francken I 1542–1616   | Frans Francken I 1542–1616   |  |  |                                  |                                  |                                  |                                  |                                  |                                  |  |  |                              |                              |                              |                              |                              |                              |  |  |                                      |                                      |                                      |                                      |                                      |                                      |  |  | Ambrosius Francken I 1544–1618   | Ambrosius Francken I 1544–1618   | Ambrosius Francken I 1544–1618   | Ambrosius Francken I 1544–1618   | Ambrosius Francken I 1544–1618   | Ambrosius Francken I 1544–1618   |  |  | (Cornelis Francken) 1545-? | (Cornelis Francken) 1545-? | (Cornelis Francken) 1545-? | (Cornelis Francken) 1545-? | (Cornelis Francken) 1545-? | (Cornelis Francken) 1545-? |  |  |  |  |  |  |  |  |  |  |  |  |  |  |  |  |  |  |  |  |  |  |  |  |  |  |  |  |  |  |  |  |  |  |  |  |  |  |
| Hieronymus Francken I circa 1540–1610 | Hieronymus Francken I circa 1540–1610 | Hieronymus Francken I circa 1540–1610 | Hieronymus Francken I circa 1540–1610 | Hieronymus Francken I circa 1540–1610 | Hieronymus Francken I circa 1540–1610 |  |  | Frans Francken I 1542–1616   | Frans Francken I 1542–1616   | Frans Francken I 1542–1616   | Frans Francken I 1542–1616   | Frans Francken I 1542–1616   | Frans Francken I 1542–1616   |  |  |                                  |                                  |                                  |                                  |                                  |                                  |  |  |                              |                              |                              |                              |                              |                              |  |  |                                      |                                      |                                      |                                      |                                      |                                      |  |  | Ambrosius Francken I 1544–1618   | Ambrosius Francken I 1544–1618   | Ambrosius Francken I 1544–1618   | Ambrosius Francken I 1544–1618   | Ambrosius Francken I 1544–1618   | Ambrosius Francken I 1544–1618   |  |  | (Cornelis Francken) 1545-? | (Cornelis Francken) 1545-? | (Cornelis Francken) 1545-? | (Cornelis Francken) 1545-? | (Cornelis Francken) 1545-? | (Cornelis Francken) 1545-? |  |  |  |  |  |  |  |  |  |  |  |  |  |  |  |  |  |  |  |  |  |  |  |  |  |  |  |  |  |  |  |  |  |  |  |  |  |  |
|                                       |                                       |                                       |                                       |                                       |                                       |  |  |                              |                              |                              |                              |                              |                              |  |  |                                  |                                  |                                  |                                  |                                  |                                  |  |  |                              |                              |                              |                              |                              |                              |  |  |                                      |                                      |                                      |                                      |                                      |                                      |  |  |                                  |                                  |                                  |                                  |                                  |                                  |  |  |                            |                            |                            |                            |                            |                            |  |  |  |  |  |  |  |  |  |  |  |  |  |  |  |  |  |  |  |  |  |  |  |  |  |  |  |  |  |  |  |  |  |  |  |  |  |  |
| Isabella Francken                     | Isabella Francken                     | Isabella Francken                     | Isabella Francken                     | Isabella Francken                     | Isabella Francken                     |  |  | Thomas Francken 1574–na 1639 | Thomas Francken 1574–na 1639 | Thomas Francken 1574–na 1639 | Thomas Francken 1574–na 1639 | Thomas Francken 1574–na 1639 | Thomas Francken 1574–na 1639 |  |  | Hieronymus Francken II 1578–1623 | Hieronymus Francken II 1578–1623 | Hieronymus Francken II 1578–1623 | Hieronymus Francken II 1578–1623 | Hieronymus Francken II 1578–1623 | Hieronymus Francken II 1578–1623 |  |  | Frans Francken II 1581–1642  | Frans Francken II 1581–1642  | Frans Francken II 1581–1642  | Frans Francken II 1581–1642  | Frans Francken II 1581–1642  | Frans Francken II 1581–1642  |  |  | Ambrosius Francken II 1590–1632      | Ambrosius Francken II 1590–1632      | Ambrosius Francken II 1590–1632      | Ambrosius Francken II 1590–1632      | Ambrosius Francken II 1590–1632      | Ambrosius Francken II 1590–1632      |  |  |                                  |                                  |                                  |                                  |                                  |                                  |  |  | Hans Francken 1581–1624    | Hans Francken 1581–1624    | Hans Francken 1581–1624    | Hans Francken 1581–1624    | Hans Francken 1581–1624    | Hans Francken 1581–1624    |  |  |  |  |  |  |  |  |  |  |  |  |  |  |  |  |  |  |  |  |  |  |  |  |  |  |  |  |  |  |  |  |  |  |  |  |  |  |
| Isabella Francken                     | Isabella Francken                     | Isabella Francken                     | Isabella Francken                     | Isabella Francken                     | Isabella Francken                     |  |  | Thomas Francken 1574–na 1639 | Thomas Francken 1574–na 1639 | Thomas Francken 1574–na 1639 | Thomas Francken 1574–na 1639 | Thomas Francken 1574–na 1639 | Thomas Francken 1574–na 1639 |  |  | Hieronymus Francken II 1578–1623 | Hieronymus Francken II 1578–1623 | Hieronymus Francken II 1578–1623 | Hieronymus Francken II 1578–1623 | Hieronymus Francken II 1578–1623 | Hieronymus Francken II 1578–1623 |  |  | Frans Francken II 1581–1642  | Frans Francken II 1581–1642  | Frans Francken II 1581–1642  | Frans Francken II 1581–1642  | Frans Francken II 1581–1642  | Frans Francken II 1581–1642  |  |  | Ambrosius Francken II 1590–1632      | Ambrosius Francken II 1590–1632      | Ambrosius Francken II 1590–1632      | Ambrosius Francken II 1590–1632      | Ambrosius Francken II 1590–1632      | Ambrosius Francken II 1590–1632      |  |  |                                  |                                  |                                  |                                  |                                  |                                  |  |  | Hans Francken 1581–1624    | Hans Francken 1581–1624    | Hans Francken 1581–1624    | Hans Francken 1581–1624    | Hans Francken 1581–1624    | Hans Francken 1581–1624    |  |  |  |  |  |  |  |  |  |  |  |  |  |  |  |  |  |  |  |  |  |  |  |  |  |  |  |  |  |  |  |  |  |  |  |  |  |  |
|                                       |                                       |                                       |                                       |                                       |                                       |  |  |                              |                              |                              |                              |                              |                              |  |  |                                  |                                  |                                  |                                  |                                  |                                  |  |  |                              |                              |                              |                              |                              |                              |  |  |                                      |                                      |                                      |                                      |                                      |                                      |  |  |                                  |                                  |                                  |                                  |                                  |                                  |  |  |                            |                            |                            |                            |                            |                            |  |  |  |  |  |  |  |  |  |  |  |  |  |  |  |  |  |  |  |  |  |  |  |  |  |  |  |  |  |  |  |  |  |  |  |  |  |  |
|                                       |                                       |                                       |                                       |                                       |                                       |  |  |                              |                              |                              |                              |                              |                              |  |  |                                  |                                  |                                  |                                  |                                  |                                  |  |  | Frans Francken III 1607–1667 | Frans Francken III 1607–1667 | Frans Francken III 1607–1667 | Frans Francken III 1607–1667 | Frans Francken III 1607–1667 | Frans Francken III 1607–1667 |  |  | Hieronymus Francken III 1611–na 1661 | Hieronymus Francken III 1611–na 1661 | Hieronymus Francken III 1611–na 1661 | Hieronymus Francken III 1611–na 1661 | Hieronymus Francken III 1611–na 1661 | Hieronymus Francken III 1611–na 1661 |  |  | Ambrosius Francken III 1614–1662 | Ambrosius Francken III 1614–1662 | Ambrosius Francken III 1614–1662 | Ambrosius Francken III 1614–1662 | Ambrosius Francken III 1614–1662 | Ambrosius Francken III 1614–1662 |  |  |                            |                            |                            |                            |                            |                            |  |  |  |  |  |  |  |  |  |  |  |  |  |  |  |  |  |  |  |  |  |  |  |  |  |  |  |  |  |  |  |  |  |  |  |  |  |  |
|                                       |                                       |                                       |                                       |                                       |                                       |  |  |                              |                              |                              |                              |                              |                              |  |  |                                  |                                  |                                  |                                  |                                  |                                  |  |  | Frans Francken III 1607–1667 | Frans Francken III 1607–1667 | Frans Francken III 1607–1667 | Frans Francken III 1607–1667 | Frans Francken III 1607–1667 | Frans Francken III 1607–1667 |  |  | Hieronymus Francken III 1611–na 1661 | Hieronymus Francken III 1611–na 1661 | Hieronymus Francken III 1611–na 1661 | Hieronymus Francken III 1611–na 1661 | Hieronymus Francken III 1611–na 1661 | Hieronymus Francken III 1611–na 1661 |  |  | Ambrosius Francken III 1614–1662 | Ambrosius Francken III 1614–1662 | Ambrosius Francken III 1614–1662 | Ambrosius Francken III 1614–1662 | Ambrosius Francken III 1614–1662 | Ambrosius Francken III 1614–1662 |  |  |                            |                            |                            |                            |                            |                            |  |  |  |  |  |  |  |  |  |  |  |  |  |  |  |  |  |  |  |  |  |  |  |  |  |  |  |  |  |  |  |  |  |  |  |  |  |  |
|                                       |                                       |                                       |                                       |                                       |                                       |  |  |                              |                              |                              |                              |                              |                              |  |  |                                  |                                  |                                  |                                  |                                  |                                  |  |  |                              |                              |                              |                              |                              |                              |  |  | Constantijn Francken 1661–1717       |                                      |                                      |                                      |                                      |                                      |  |  |                                  |                                  |                                  |                                  |                                  |                                  |  |  |                            |                            |                            |                            |                            |                            |  |  |  |  |  |  |  |  |  |  |  |  |  |  |  |  |  |  |  |  |  |  |  |  |  |  |  |  |  |  |  |  |  |  |  |  |  |  |